# أنطونيو ديل أمو
أنطونيو ديل أمو (بالإسبانية: Antonio del Amo) (و. 1911 – 1991 م) هو كاتب سيناريو، ومخرج أفلام، وصانع أفلام إسباني، ولد في فلاديلاجونا، توفي في مدريد، عن عمر يناهز 80 عاماً، بسبب حادث سيارة.

## وصلات خارجية
- أنطونيو ديل أمو على موقع IMDb (الإنجليزية)
- أنطونيو ديل أمو على موقع ألو سيني (الفرنسية)
- أنطونيو ديل أمو على موقع أول موفي (الإنجليزية)
- أنطونيو ديل أمو على موقع قاعدة بيانات الأفلام السويدية (السويدية)
- أنطونيو ديل أمو على موقع قاعدة بيانات الفيلم (الإنجليزية)
- أنطونيو ديل أمو على موقع كينوبويسك (الروسية)